# Francisco Almenar Quinzá
Francisco Almenar Quinzá (València, 1876 - 1936) fou un arquitecte valencià.
Fou un arquitecte al servei de l'Estat que va projectar algunes obres importants de la ciutat de València, entre les quals destaquen el Pavelló per a l'Agricultura i el Pavelló per a la Indústria de l'Exposició Regional que va tenir lloc el 1909 a València. També és autor del Teatre Martí i del Gran Teatre, ambdós desapareguts, de l'Església de Sant Joan i Sant Vicent i de la casa Ernest Ferrer.
Va dirigir les obres de l'Església dels Dominics situada al carrer Ciril Amorós de València, executant el projecte de Joaquín María Arnau Miramón mort abans que l'església es construïra. Va ser nomenat acadèmic de la Reial Acadèmia de Belles Arts de Sant Carles.
Soci del València Club de Futbol, va ser l'arquitecte responsable de la construcció de l'Estadi de Mestalla. El 3 de novembre de 1935 va ser nomenat president del club, substituint a Adolfo Royo, després del mandat provisional, durant un mes, de Lluís Casanova. No obstant això, Almenar va morir quatre mesos després d'accedir al càrrec, el 7 de març de 1936 i Lluís Casanova va assumir, de nou, la presidència del club.